# Prärieskolan

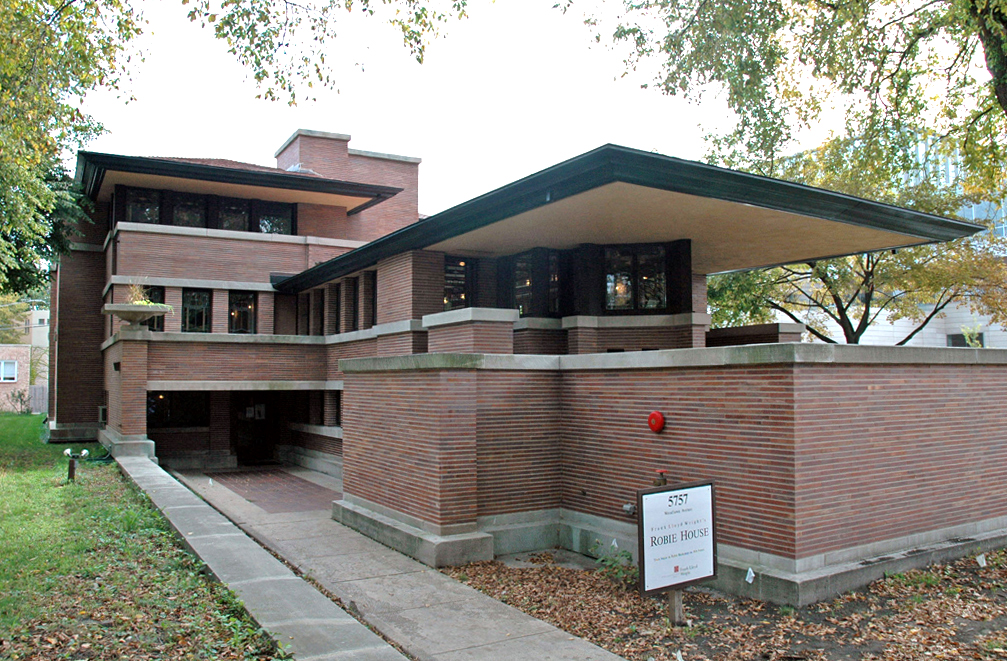
Robie House, Chicago, Illinois, 1908, av Frank Lloyd Wright

Prärieskolan är en amerikansk arkitekturstil, som praktiserades under tidigt 1900-tal i den amerikanska Mellanvästern. Den förlorade i popularitet vid mitten av 1920-talet.
Stilen markerades ofta av horisontella linjer, platta eller valmade tak med stora överhäng, fönster grupperade i horisontella band, integration med omgivningen, solid konstruktion, gott hantverk, och försiktighet med utsmyckning. Horisontella linjer ansågs harmoniera med de vida, platta och ändlösa vidderna i USA:s prärielandskap.
Prärieskolan  hade en ambition att utveckla en inhemsk amerikansk arkitektur i linje med de ideal och den estetik som fanns i Arts and Crafts-rörelsen, med vilken stil prärieskolan delade betoningen på hantverkskvalitet som en motsats till vad som sågs som en avhumanisering genom industrins masstillverkning.

## Arkitekter i urval
- Barry Byrne
- George Grant Elmslie
- Marion Mahony Griffin
- Walter Burley Griffin
- Henry John Klutho
- George Washington Maher
- Trost & Trost
- Frank Lloyd Wright

## Bildgalleri

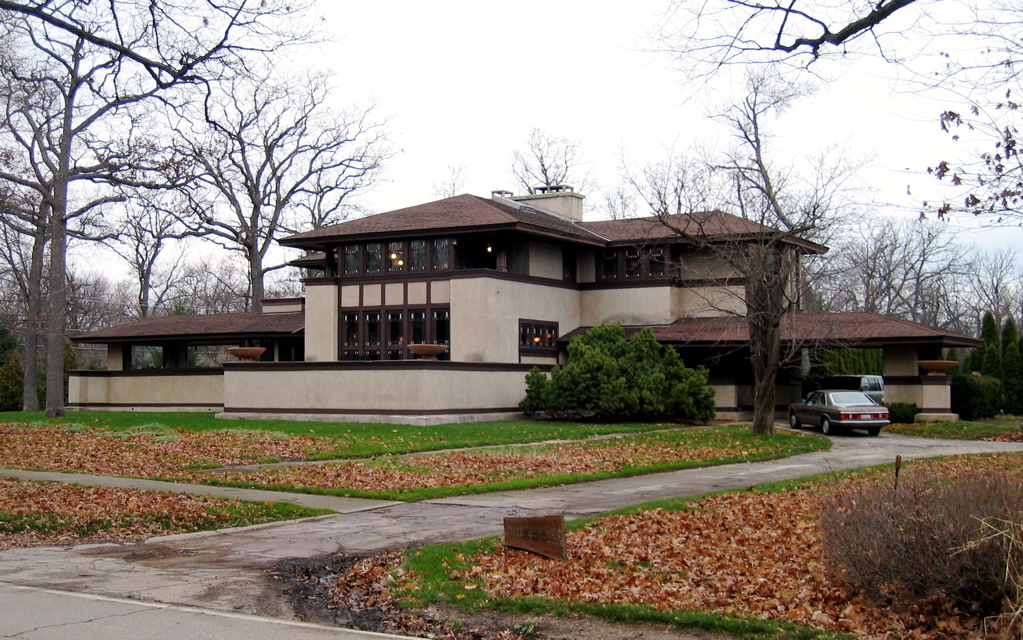
Ward Willits House, Highland Park, Illinois, 1901, ett av de första präriestilshusen  av Frank Lloyd Wright
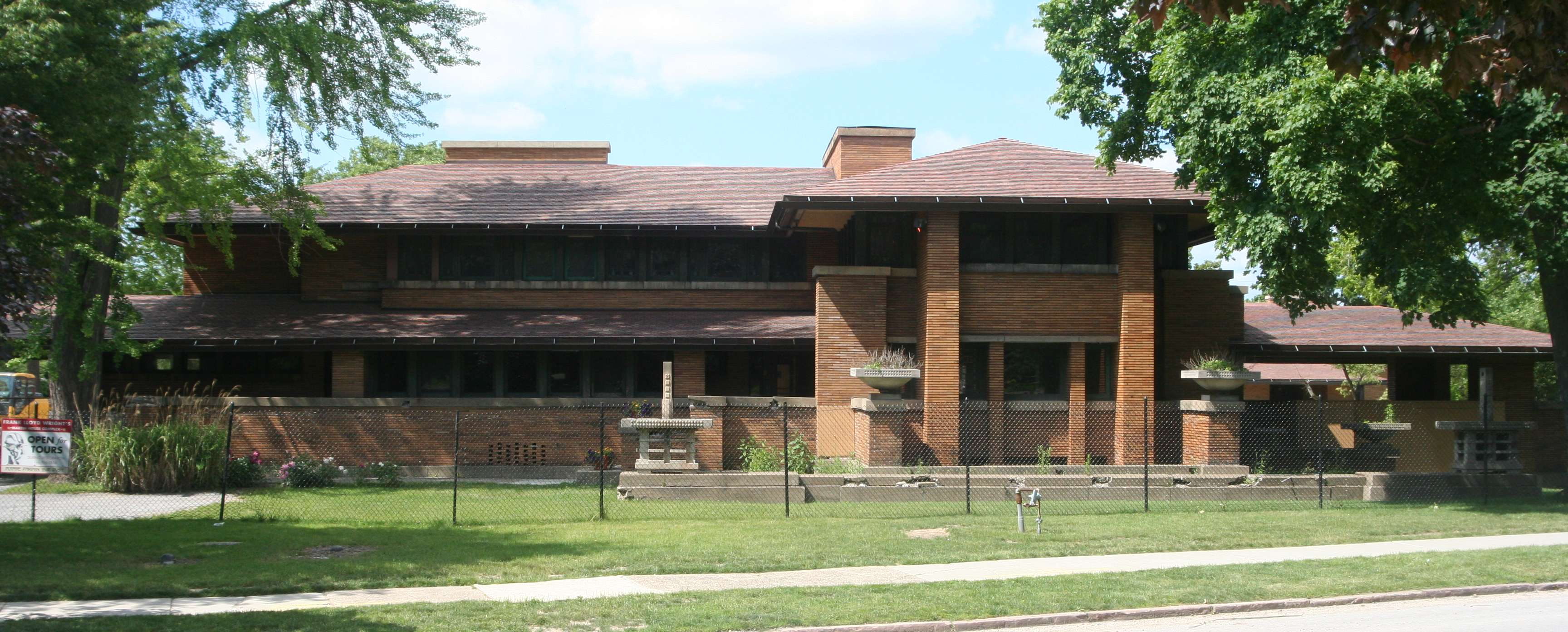
Darwin Martin House, Buffalo, New York, 1903–1905, av Frank Lloyd Wright
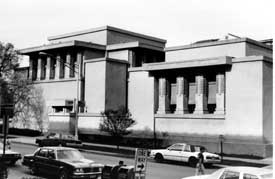
Unity Temple, Oak Park, Illinois, 1905–1908, av Frank Lloyd Wright
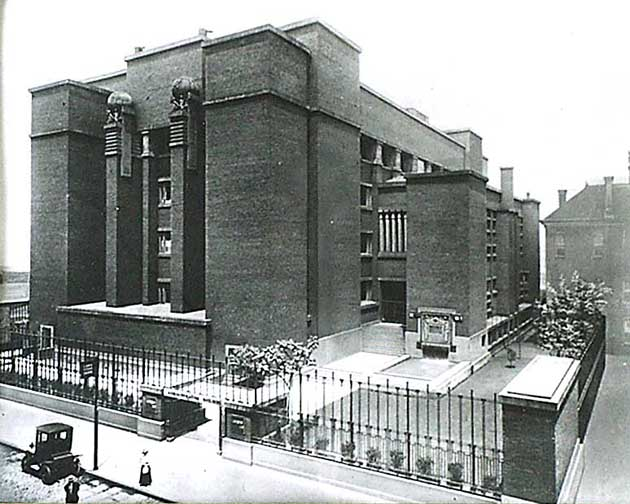
Larkin Administration Building, Buffalo, New York, 1906, av Frank Lloyd Wright
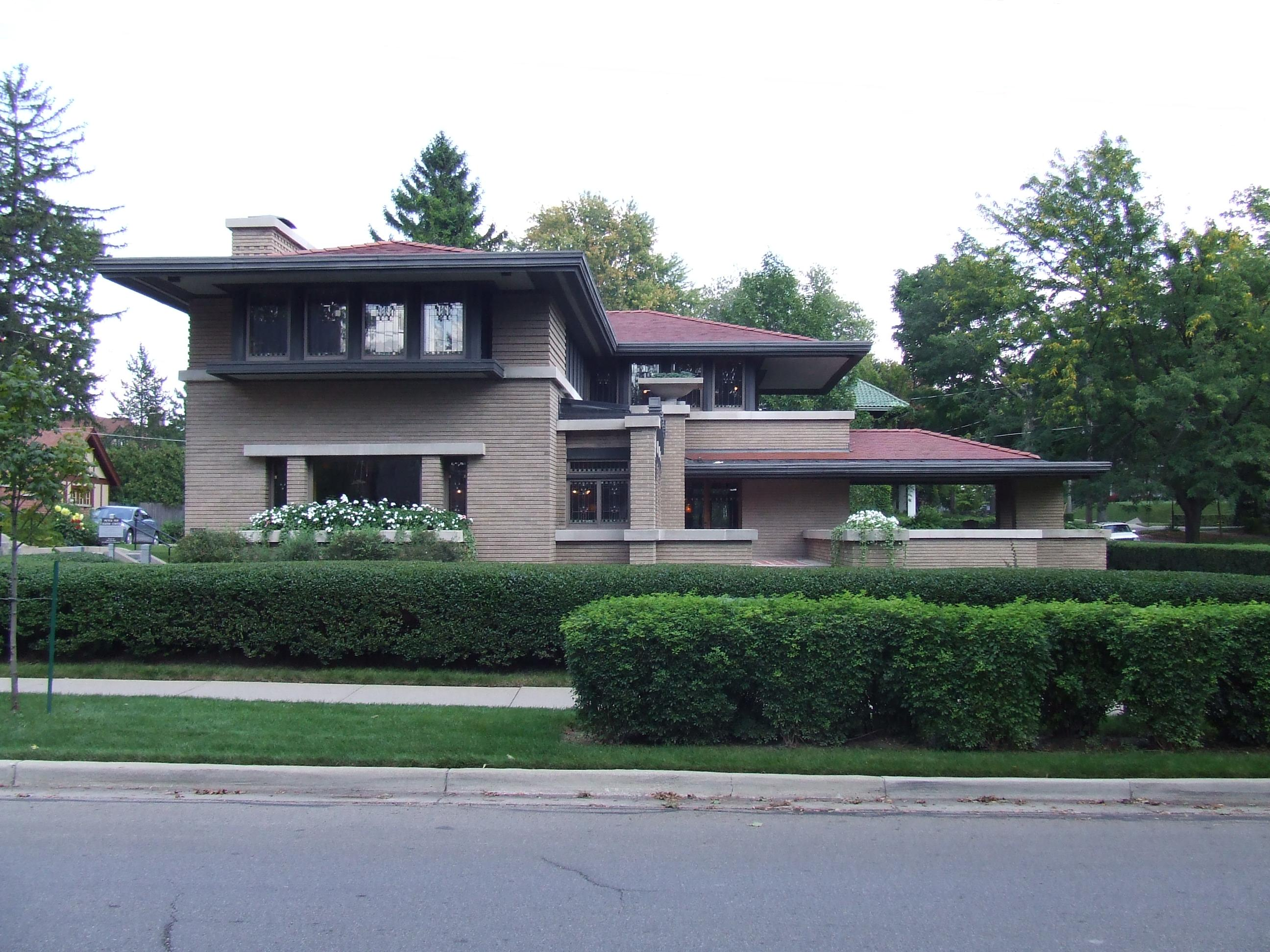
Meyer May House i Grand Rapids, Michigan, byggt 1908–1909, av Frank Lloyd Wright
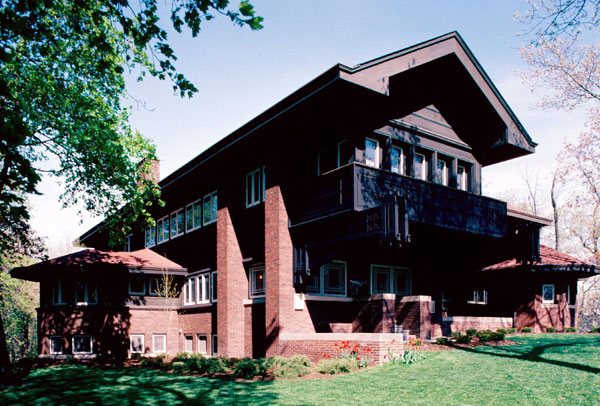
Harold C. Bradley House, Madison, Wisconsin, av Louis Sullivan och George Grant Elmslie
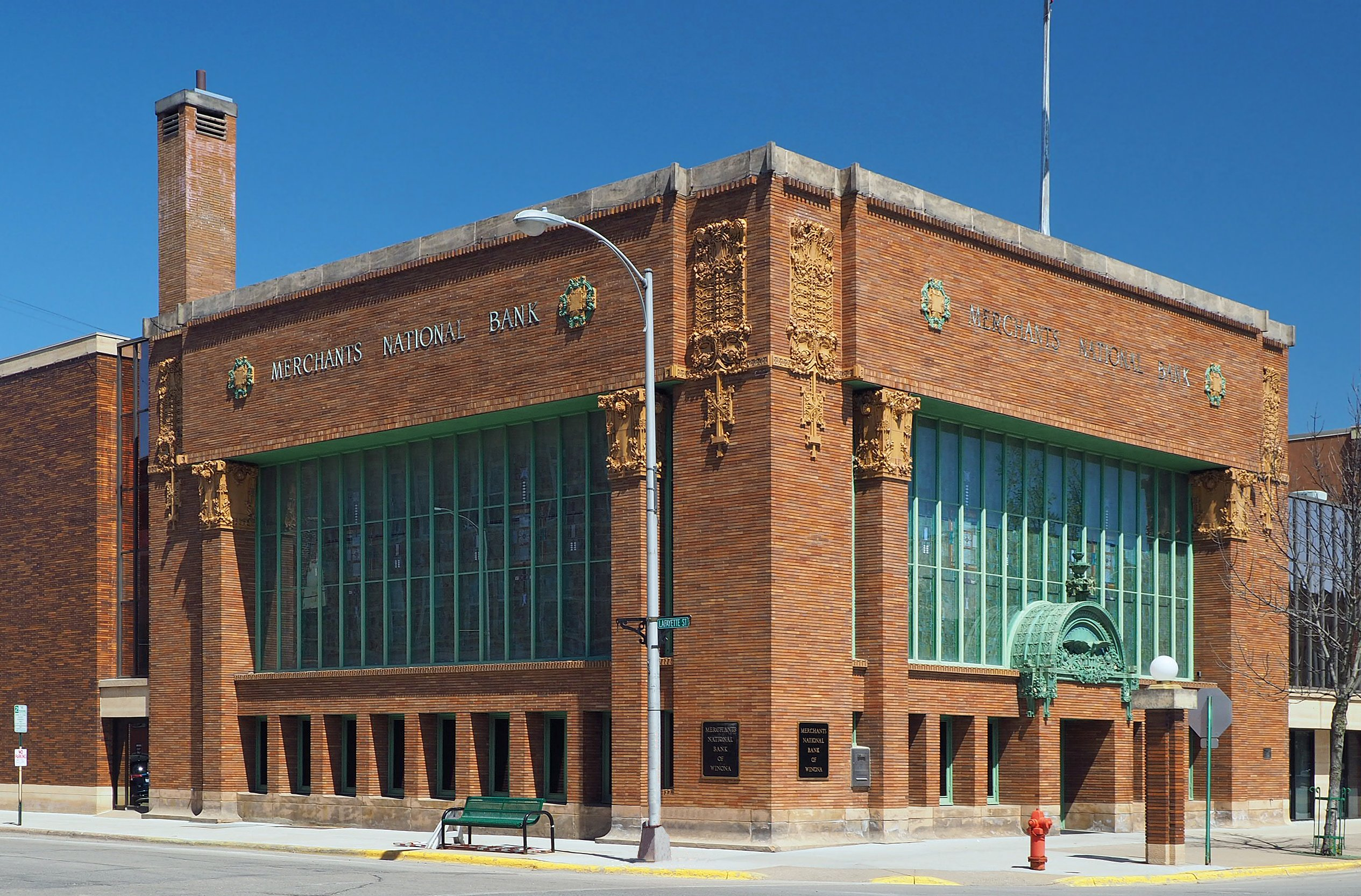
Merchants National Bank, Winona, Minnesota, 1912, av Purcell och Elmslie
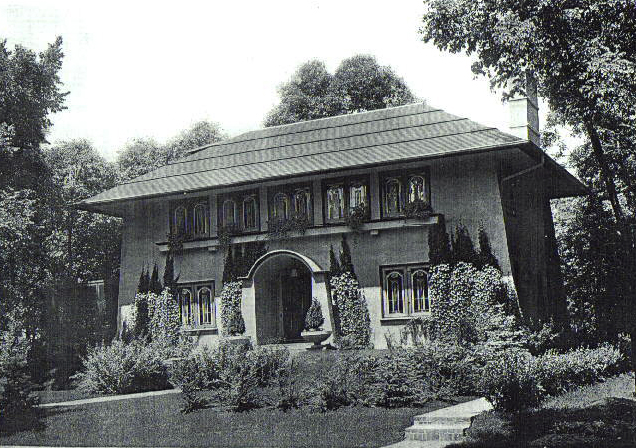
Henry Schultz House, Winnetka, Illinois, 1907, av George Washington Maher
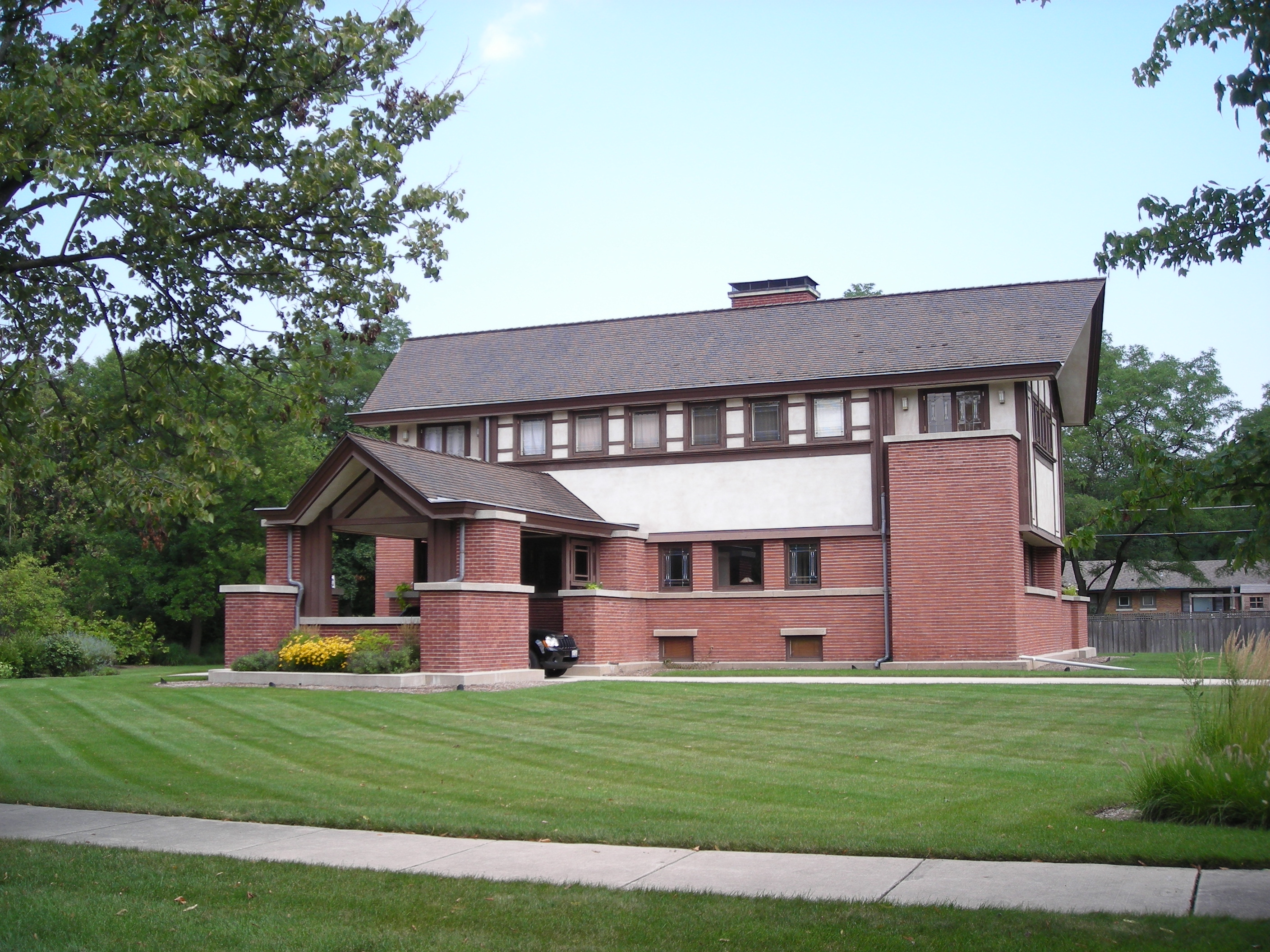
William H. Emery Jr. House, 1903, av Walter Burley Griffin
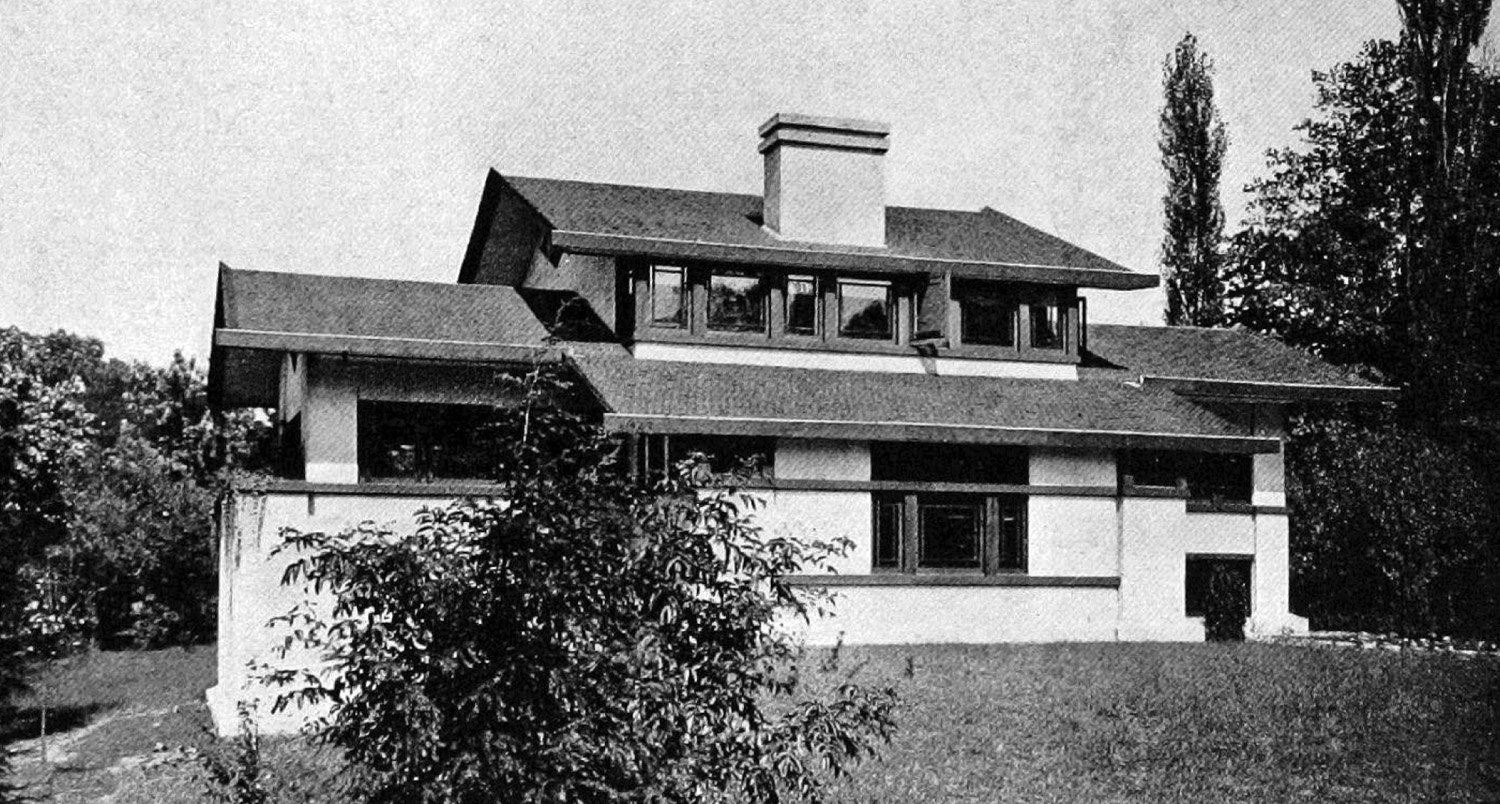
Ralph Griffin House, Edwardsville, Illinois, 1913, av Walter Burley Griffin
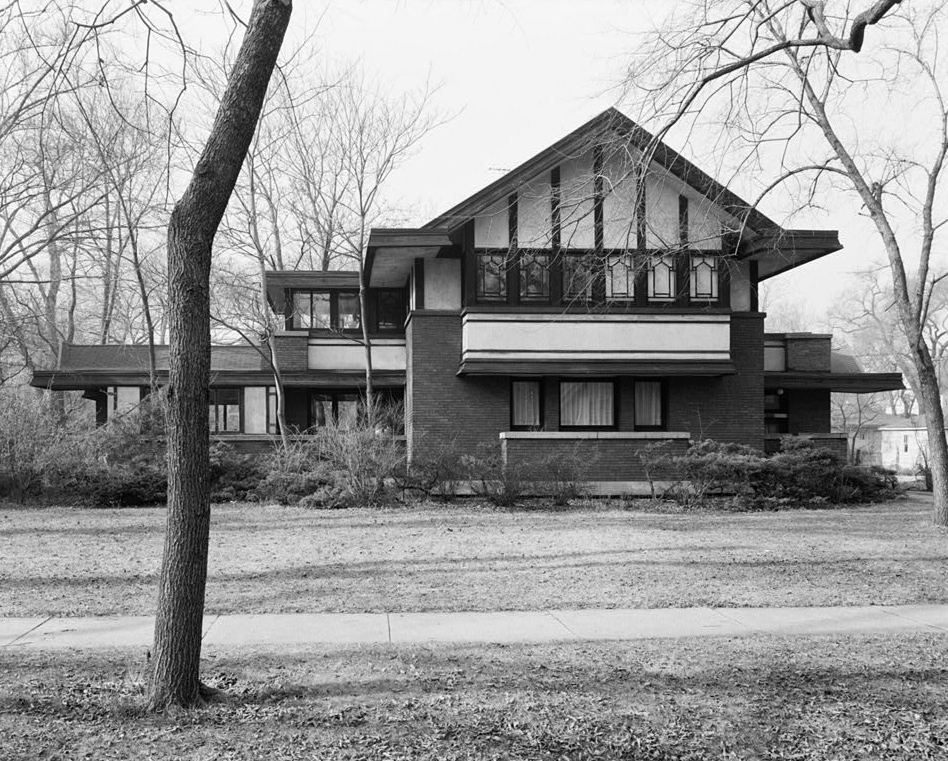
Frederick Carter House, Evanston, Illinois, 1910, av Walter Burley Griffin
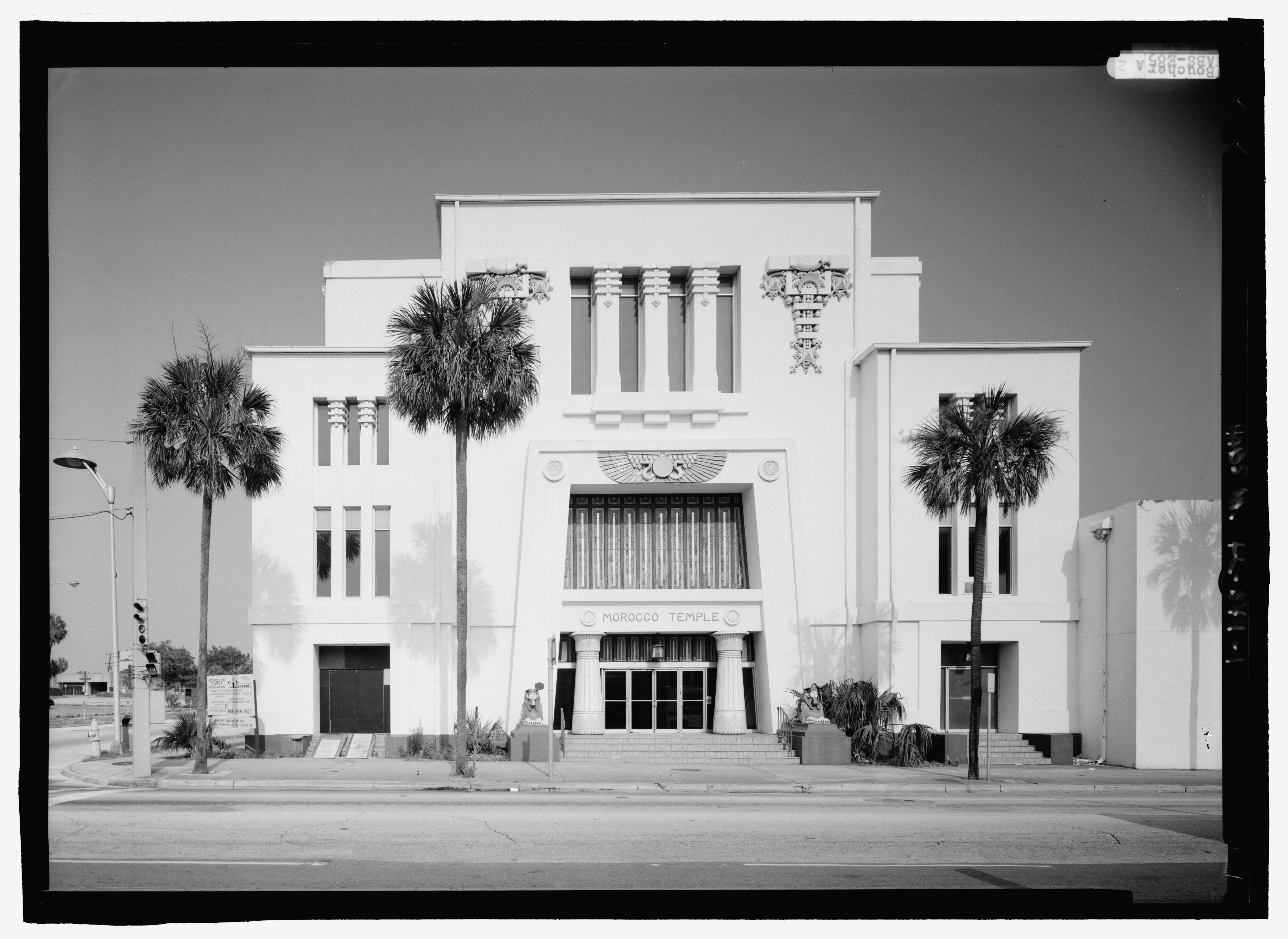
Morocco Temple, Jacksonville, Florida, 1910, av Henry John Klutho
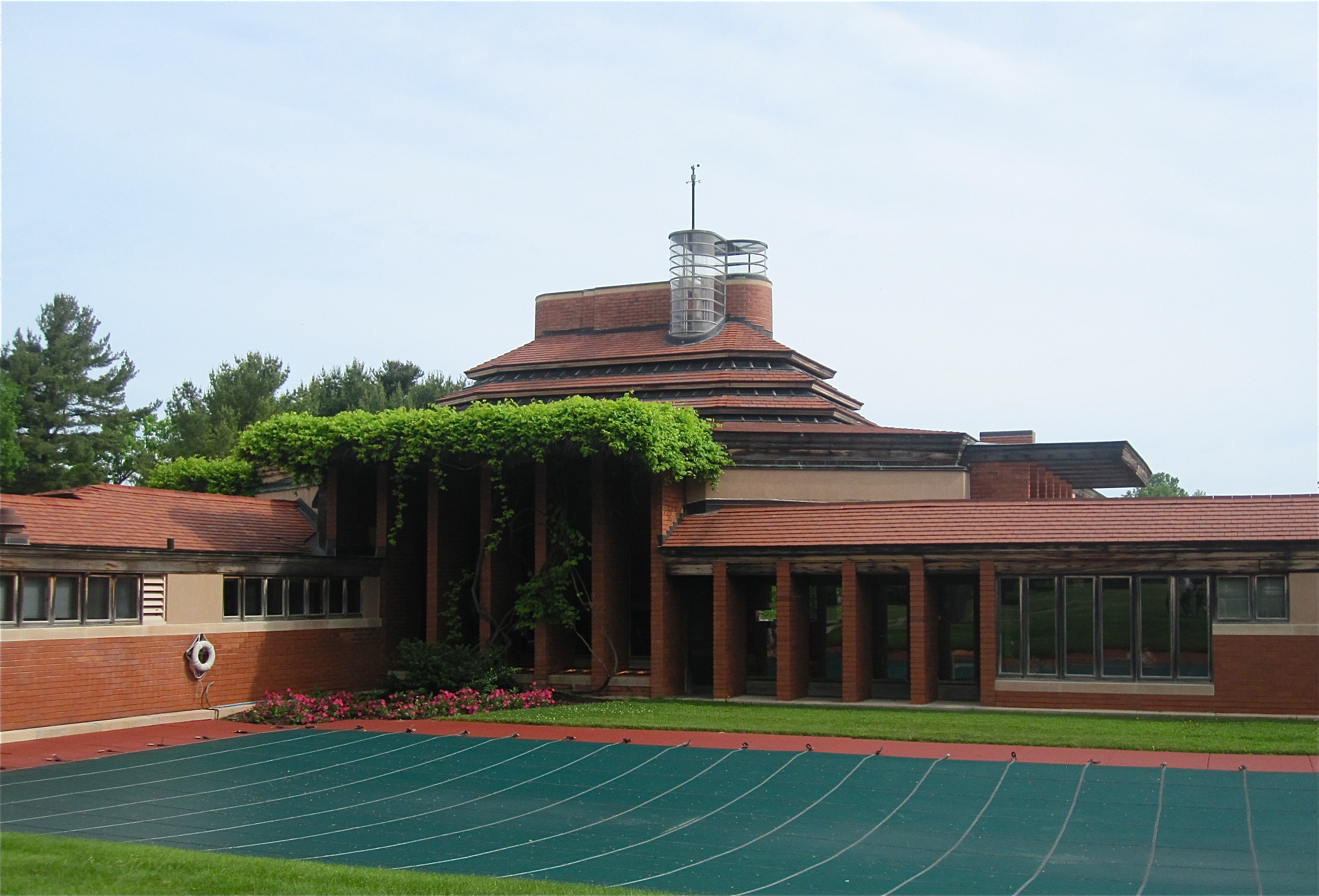
Herbert F. Johnson House,, Wind Point, Wisconsin, 1939, av Frank Lloyd Wright